# Bajsko groblje (Subotica)
Bajsko groblje je gradsko groblje u Subotici. 
Nalazi se zabilježeno na zemljovidu gradskoga geometra Gabrijela Vlašića iz 1789. godine. Najveće je i najznamenitije subotičko groblje. U prošlosti se prostiralo između današnjih ulica Gajeve (stari bajski put, odatle ime), Fruškogorske, Marije Bursać i Mičurinove (do ostatka nekadašnjegazapadnoga gradskoga opkopa), do današnjeg crkvenog dijela Bajskog groblja koje je zapadnije. Premješteno je u prvoj polovici 19. stoljeća na današnju lokaciju katoličkoga dijela groblja. Prošireno je ka sjeveru u drugoj polovici 19. stoljeća, na prostor današnjega gradskoga dijela groblja. 
27. lipnja 1998. godine održano je proštenje na subotičkome Bajskom groblju. Dekretom subotičkog biskupa Ivana Penzeša zaštitnicima su proglašeni sv. Petar i Pavao. Odbor za Bajsko groblje u dogovoru sa župnikom katedralne župe odlučio da se proštenje slavi uvijek u subotu uoči svetkovine sv. Petra i Pavla, 29. lipnja.
Ovdje su pokopani Ago Mamužić, Oskar Vojnić, fra Ivan Jesse Kujundžić, Ilija Kujundžić, Pajo Kujundžić, Aleksa Kokić, Mijo Mandić, Matija Evetović, Josip Đido Vuković, Albe Vidaković, Tomo Vereš, Tibor Sekelj, Ladislav Bogešić, Ferenc Gál, Marija Vojnić Tošinica i dr. Na Bajskom groblju je franjevačka grobnica.
Na Bajskom groblju su kapele koje su zaštićeni spomenici kulture.
Oko groblja su ulice Kosmajska, Hipodromska, Maglajska, Frana Supila, Primorska, Hilandarska, Mičurinova i Somborski put.